# Зелена красница
  је јестива гљива из породице Russulaceae.

## Клобук
Клобук је величине 6-16,5 cm, лепо и правилно јастучаст са широм и дубљом средишњом јамицом; ивица окомито окренута, али није подврнута, развитком све више урезана, чак и пектинирано ребраста. Кожица мало масно сјајна затим несјајна, сува и делимично плитко баршунаста, у дубини густо и ситно бубуљичава. Основна боја зелена, која с једне стране преалази у лимунжуту, с друге у маслинасту. И по осталим примјесама веома вараијабилна, често боје картона с малинастим тоном, затим загаситозеленомаслинаст руб и стране, а удубљено теме маслинасточоколадно, или: око готово црне средишње удубине окер примјесе, а остала површина винскисмеђа све до руба. Може и веома, готово до бјелога, изблиједити, и тада поприма према тјемену смеђе мрље, или је пак јединствено окерлимун, посвуда са смењим мрљама. Понеки буде уоколо лилакрем јамице плавозелен, а даље према рубу зелен као трава.

## Листићи
Листићи су мало силазни, воштане конзистенције као у R. cyanoxanthae ( што значи: савитљиви, не ломе се лако), рачвају се обично око пола цм пред стручком, ту су коврчави и вијугави, врло густи, широки око 7 mm, недебели; гледани постранце - готово бијели, одозго крем, боје бананина меса, по оштрици често са смеђим мрљама. 

## Отрусина
Отрусина је бела, односно светло напуљски жута.

## Стручак
Величине је 3-6(12)/2,8-(5) cm, надоле већином ужи, ачи понеки задебљан, под листићима се проширује. Бео, почевши од дна поприма смеђе мрље. Или је по уздужним ребрима благо смећкаст. Несавитљив и тврд чак и у језгри, премда је она, у старијег, коморасто шупља.

## Месо
Месо је доста дебело, савитљиво-тврдо и суво, бело, у каналићима црва смеђе. Укус потпуно благ, на орахе. Мирис незаметљив.